# Víctor Pujol i Sala
Víctor Pujol i Sala   (Barcelona, 4 d'octubre de 1967) és un jugador d'hoquei sobre herba català, ja retirat, guanyador d'una medalla olímpica.
Amb 24 anys va participar en els Jocs Olímpics d'Estiu de 1992 celebrats a Barcelona (Catalunya), on va aconseguir un diploma olímpic en finalitzar cinquè en la competició olímpica masculina per equips d'hoquei sobre herba. Posteriorment en els Jocs Olímpics d'Estiu de 1996 realitzats a la ciutat d'Atlanta (Estats Units) aconseguí guanyar la medalla de plata.
A nivell de clubs jugà sempre al Club Egara de la ciutat de Terrassa, Guanyà quatre Campionats de Catalunya (1994, 1998, 1999, 2000), quatre Copes del Rei (1993, 1998, 1999, 2000) i sis lligues (1992, 1993, 1996, 1998, 1999, 2000).
Una vegada retirat passà a exercir tasques d'entrenador en diferents equips, com ara el Club Egara o el Matadepera 88H.